# Slovenská národní rada (1918)
Slovenská národní rada z roku 1918 byl nejvyšší zastupitelský orgán slovenského národa. K jejímu vytvoření došlo 12. září v Budapešti,[zdroj?] v době zániku Rakousko-Uherska. Rada byla definitivně stvrzena 30. října v Martině (tehdejší Turčiansky Svätý Martin) při příležitosti vydání Martinské deklarace, kdy bylo deklarováno připojení slovenského národa k Československé republice. Rada měla 20 členů, předsedou se stal předseda Slovenské národní strany Matúš Dula.
K jejímu zrušení došlo Vavro Šrobárem (tehdejší ministr pro správu Slovenska) 23. ledna 1919.